# Thecacoris leptobotrya
Thecacoris leptobotrya là một loài thực vật có hoa trong họ Diệp hạ châu. Loài này được (Müll.Arg.) Brenan miêu tả khoa học đầu tiên năm 1953.